# Marc Mboua
Marc Mboua (Yaoundé, 26 febbraio 1987) è un ex calciatore camerunese, di ruolo attaccante.

## Carriera

### Club
Ha giocato nella massima serie egiziana, in quella olandese ed in quella dell'Arabia Saudita.

### Nazionale
Ha preso parte ai Giochi Olimpici di Pechino 2008, nei quali ha giocato due partite senza segnare.